# Hadar (Nebraska)
Hadar – wieś w Stanach Zjednoczonych, w stanie Nebraska, w hrabstwie Pierce.